# Fushë Kosova (kommun)
Fushë Kosova (albanska: Komuna e Fushë Kosovës, serbiska: Општина Косово Поље, Косово Поље) är en kommun i Kosovo. Den ligger i den östra delen av landet, 12 km sydväst om huvudstaden Pristina.